# جيمس لورين غيدز
جيمس لورين غيدز (بالإنجليزية: James Lorraine Geddes)‏ هو كاتب أغاني وضابط أمريكي، ولد في 19 مارس 1827 في إدنبرة في المملكة المتحدة، وتوفي في 21 فبراير 1887 في أيمز في الولايات المتحدة.